# كلارنس زينر
كلارنس زينر (بالإنجليزية: Clarence Zener)‏ (و. 1905 – 1993 م) هو فيزيائي، وأستاذ جامعي من الولايات المتحدة الأمريكية . ولد في إنديانابوليس، إنديانا .
توفي في بيتسبرغ، بنسيلفانيا ، عن عمر يناهز 88 عاماً.

## التعليم
تعلم في جامعة هارفارد، وجامعة شيكاغو

## مناصب وهيئات
أدار جامعة بريستول.

## جوائز
حصل على جوائز منها:
- John Price Wetherill Medal.